# Оптимізація природного середовища
Оптимізація природного середовища (рос. оптимизация природной среды, англ. optimisation of environment, нім. Optimierung f der Naturumgebung) – система заходів, спрямованих на охорону й поліпшення природних умов життя людей, збереження і відтворення природних ресурсів. Складається з політичних, юридичних, економічних, технологічних, географічних та інших аспектів. Оптимізація природного середовища передбачає раціональне природокористування, меліо-рацію, формування культурних територій; є одним із засобів охорони природи. Наукова основа оптимізації природного середовища полягає у всебічному дослідженні природно-територіальних комплексів, їх виробничій та екологічній оцінці і географічному прогнозуванні.